# St Bartholomew's Hospital

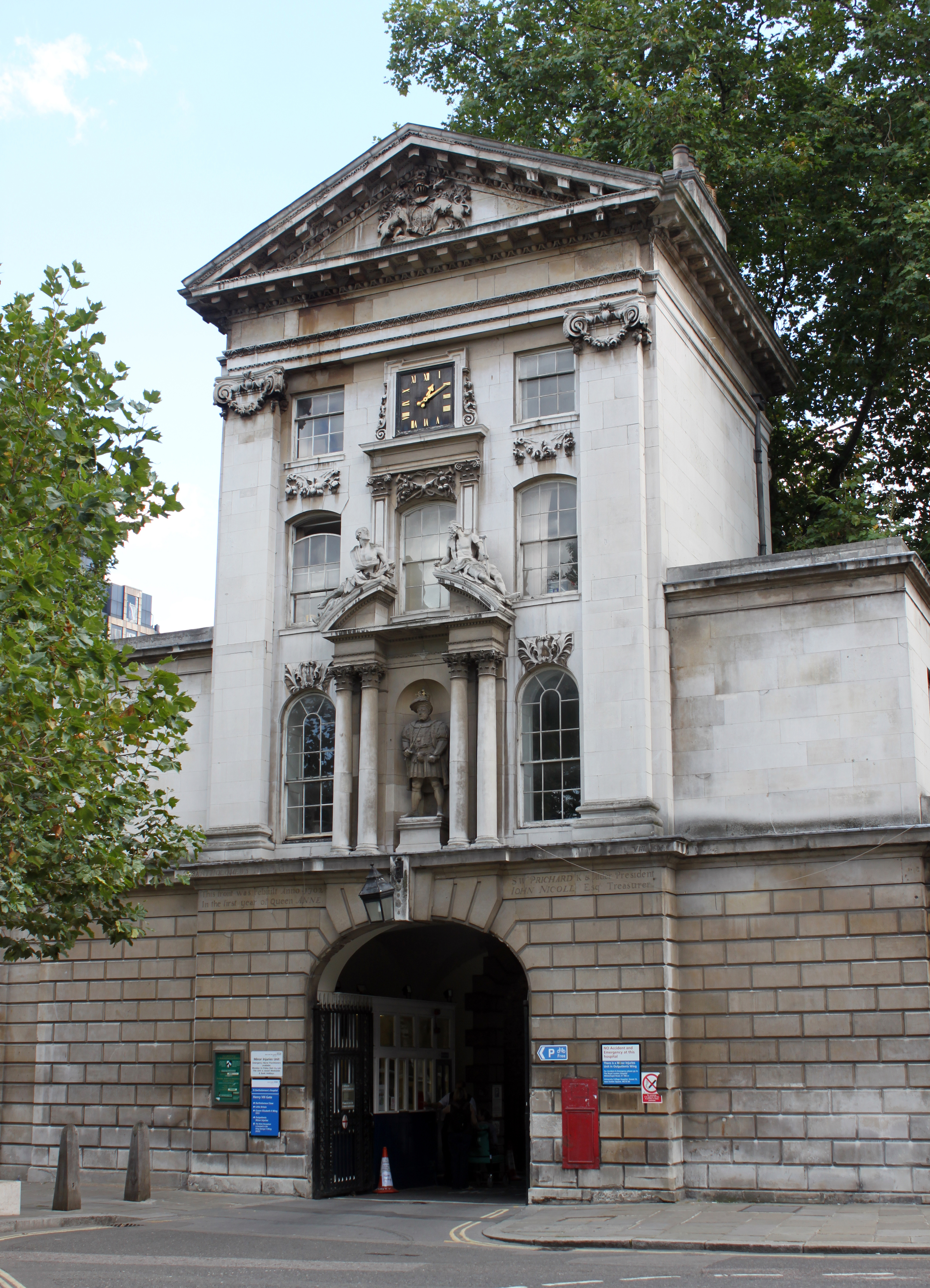
Entrada de l'hospital Barts

St Bartholomew's Hospital, (Hospital de Sant Bartomeu), també conegut en anglès com simplement Barts, o més formalment com The Royal Hospital of St Bartholomew, és un hospital situat al barri de Smithfield a Londres. Barts és l'hospital més antic d'Europa, va ser fundat l'any 1123, i és el més antic del Regne Unit que encara està situat en el seu lloc original. Forma part del Barts Health NHS Trust.

## Història
Aquest hospital va ser fundat l'any 1123 per Rahere (mort l'any 1144 i enterrat a la propera església prioral de Sant Bartomeu el Gran). La dissolució dels monestirs durant la reforma anglicana no va afectar l'existència d'aquest hospital però el va deixar sense ingressos. Va ser refundat pel rei Enric VIII el desembre de 1546.
El St Bartholomew's Hospital va sobreviure al Gran Incendi de Londres i al the Blitz de la Segona Guerra Mundial.
L'any 1843, es va establir el St Bartholomew's Hospital Medical College per la formació de metges.

## Sherlock Holmes i el Dr. Watson
El laboratori químic del Barts és el lloc on es troben per primera vegada Sherlock Holmes i el Doctor Watson en la novel·la de Arthur Conan Doyle, Estudi en escarlata (1887). Barts era l'alma mater del Doctor Watson.